# Hôtel de ville de Leyde

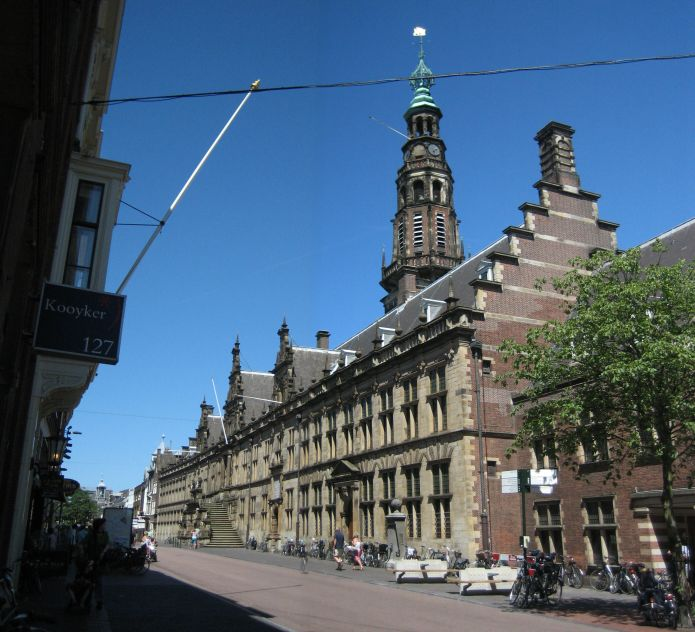
Façade de l'hôtel de ville du côté de la rue Breestraat

L'hôtel de ville de Leyde (en néerlandais : Stadhuis van Leiden) est un bâtiment de style Renaissance se situant entre la place du Marché de poisson (en néerlandais : Vismarkt) au bord du Nouveau Rhin (en néerlandais : Nieuwe Rijn) et la rue Breestraat. Le bâtiment était le siège de la commune de Leyde et est utilisé aujourd'hui comme écrin pour des réceptions ou des événements protocolaires. Le bâtiment abrite un café-restaurant ainsi qu'une boîte de nuit.

## Histoire

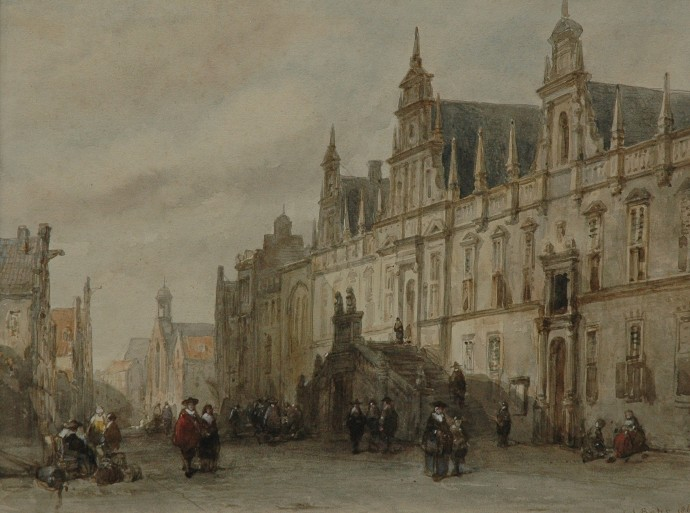
Vue de l'hôtel de ville de Leyde (1860) par Behr

Le bâtiment a été conçu et réalisé vers 1600 par Lieven de Key, architecte à Haarlem. Seule la partie visible du côté de la rue Breestraat subsiste de cette époque. L'autre partie du bâtiment du côté de la place du Marché de poisson a été partiellement détruite par un incendie survenu le 12 février 1929. Le bâtiment a été reconstruit suivant les plans de l'architecte Cornelis Jouke Blaauw en 1932. Les bâtiments abritant le marché de poisson attenant à l'hôtel de ville, et détruits par l'incendie de 1929, n'ont pas été reconstruits et sont aujourd'hui une place.